# Tati Gabrielle
Tatiana "Tati" Gabrielle Hobson (25 de janeiro de 1996) é uma atriz norte-americana. Ela é mais conhecida por seus papéis como Gaia na série de televisão de ficção científica da CW The 100, Prudence Blackwood na série original da Netflix Chilling Adventures of Sabrina, e por dublar Willow Park na série aclamada pela crítica The Owl House.

## Início de vida
Hobson nasceu em 25 de janeiro de 1996, em São Francisco, Califórnia, e foi criada por sua mãe coreana norte-americana.
Aos três anos, Gabrielle começou a modelar e aos cinco tornou-se modelo para as lojas de departamentos Macy's e Nordstrom.
No ensino médio, Gabrielle foi aceita no programa de teatro da Oakland School for the Arts. Durante seu tempo na OSA, Gabrielle atuou e dirigiu várias produções e mais tarde recebeu muitos prêmios em vários festivais de teatro, incluindo o Festival Fringe de Edimburgo, na Escócia.  Após o colegial, Tati se mudou para Atlanta, Geórgia, onde estudou na Spelman College e se formou em Drama e Francês

## Carreira
Como Tatiana Hobson, o primeiro crédito de Gabrielle é por seu papel como Keating no curta-metragem de 2014, To Stay the Sword. Em 2015, Gabrielle mudou-se para Los Angeles. Ela estrelou o curta-metragem Tatterdemalion de em e o filme televisivo Just Jenna como Monique em 2016.
Seu primeiro crédito como Tati Gabrielle veio em 2016 por seu papel como Wackie Jackie no episódio "Tightrope of Doom" da série de comédia do Disney Channel K.C. Undercover. Mais tarde naquele ano, Gabrielle também estrelou The Thundermans, da Nickelodeon, no episódio "Stealing Home" como Hacksaw.
Em 2017, Gabrielle conseguiu seu primeiro papel recorrente como Gaia no drama apocalíptico da The CW The 100. Naquele mesmo ano, ela foi apresentada em um episódio intitulado "Bob" da série de antologia da Hulu Dimension 404, onde ela interpretou a irmã de Amanda. Gabrielle também dublou Addie no filme The Emoji Movie de 2017, seu primeiro papel importante no cinema, reapareceu na segunda temporada de Freakish como Birdie e na série de animação Tarantula da TBS.
Em março de 2018, Gabrielle foi escalada no elenco principal da série no papel de Prudence na série original da Netflix, Chilling Adventures of Sabrina. Em março de 2020, Gabrielle foi escalada para um papel não revelado no próximo filme Uncharted. No mesmo ano, Gabrielle foi escalada para um papel principal na terceira temporada da série de suspense psicológico da Netflix, You.

## Filmografia

### Filmes
| Ano  | Título            | Papel    | Notas                                         |
| ---- | ----------------- | -------- | --------------------------------------------- |
| 2014 | To Stay the Sword | Keating  | Curta-metragem; creditada como Tatiana Hobson |
| 2015 | Tatterdemalion    |          | Curta-metragem; creditada como Tatiana Hobson |
| 2017 | The Emoji Movie   | Addie    | Voz                                           |
| 2022 | Uncharted         | Braddock | Pós-produção                                  |

### Televisão
| Ano       | Título                         | Papel             | Notas                                                             |
| --------- | ------------------------------ | ----------------- | ----------------------------------------------------------------- |
| 2016      | Just Jenna                     | Monique           | Filme televisivo; creditada como Tatiana Hobson                   |
| 2016      | K.C. Undercover                | Wackie Jackie     | Episódio: "Tightrope of Doom"                                     |
| 2016      | The Thundermans                | Hacksaw           | Episódio: "Stealing Home"                                         |
| 2017–2020 | The 100                        | Gaia              | Papel recorrente, 23 episódios (temporadas 4-7)                   |
| 2017      | Dimension 404                  | Amanda's sister   | Episódio: "Bob"                                                   |
| 2017      | Freakish                       | Birdie            | 4 episódios                                                       |
| 2017      | Tarantula                      | Voz               | 4 episódios                                                       |
| 2018–2020 | Chilling Adventures of Sabrina | Prudence Night    | Elenco principal                                                  |
| 2020–2023 | The Owl House                  | Willow Park (voz) | Elenco recorrente (temporada 1), Elenco principal (temporada 2-3) |
| 2021-2025 | You                            | Marianne Bellamy  | Elenco principal (temporada 3-4) Convidada (temporada 5)          |
| 2025      | The Last of Us                 | Nora Harris       | Elenco recorrente (2.ª temporada)                                 |

### Video-games
| Ano  | Título                             | Personagem    | Notas                       |
| ---- | ---------------------------------- | ------------- | --------------------------- |
| 2020 | Intergalactic: The Heretic Prophet | Jordan A. Mun | Voz e captura de movimentos |